# Лимон (Коста-Рика)
Лимон, известен также как Пуэрто-Лимон, (исп. Puerto Limón) — город на восточном побережье Коста-Рики. Административный центр одноимённой провинции и кантона. Население 105 000 жителей (2005). Площадь 1765,79 км². К городу относится небольшой остров Увита в Карибском море, расположённый в нескольких километрах от берега. Располагает двумя терминалами порта — Лимон и Моин. Действует международный аэропорт (исп. Aeropuerto Internacional Pablo Zidar).
В 1871 году началось строительство железной дороги, связывающей Сан-Хосе с портом Лимон (Пуэрто-Лимон), чтобы облегчить американским компаниям, экспорт в Европу коста-риканского кофе, бананов. Для выполнения работ были привлечены иммигранты с острова Ямайка, в основном африканского происхождения. Иммигранты принесли с собой язык, культуру, религию и кухню. Впоследствии эти факторы предопределили значительную специфичность населения Лимона от всей остальной Коста-Рики. Строительство железной дороги закончилось в 1890 году, и уже на следующий год указом 61 от 25 июля 1892 года был образован муниципалитет Лимон.
С 1949 года, в городе ежегодно проводится карнавал, который начинается 12 октября и длится неделю. Праздник посвящён открытию Христофором Колумбом берега Лимона 12 октября 1502 года во время своего последнего, четвёртого путешествия.

## Города-побратимы
- Галац, Румыния
- Ист-Пойнт, США